# Kotník (vrch)
Kotník dříve Kolník (882,6 m n. m.) je vrchol v Levočských vrších. Nachází se mezi obcemi Nižné Ružbachy a Kolačkov v okrese Stará Ľubovňa a je rozpoznatelný podle vysílače na vrcholu.

## Charakteristika
Vrch se nachází na severním okraji pohoří, v blízkosti měst Stará Ľubovňa a Podolínec. Má tvar horského hřbetu, táhnoucího se ve směru SV-JZ nad údolím řeky Poprad. Poloha mimo bývalého VVP Javorina umožňovala přístup z okolních obcí a existenci turistických stezek.

## Vysílač Kotník
Na vrcholu Kotník se nachází 73 metrů vysoká telekomunikační věž. Ocelová konstrukce byla postavena v roce 1983 a šíří signál televize a rozhlasu v oblasti Popradské kotliny, Horního Spiše a Zamaguří. Navazuje na vysílače Kráľova hoľa a Stebnícka Magura.

### FM vysílače[1]
| frekvence </br> [MHz] | program             | regionální verze | ERP   | polarizace   |
| --------------------- | ------------------- | ---------------- | ----- | ------------ |
| 89,1                  | rádio Slovensko     |                  | 10 kW | horizontální |
| 96,1                  | rádio Devín         |                  | 10 kW | horizontální |
| 98,9                  | rádio FM            |                  | 10 kW | horizontální |
| 102,3                 | rádio Regina        | východ           | 10 kW | horizontální |
| 105,7                 | rádio Expres        | Východ           | 10 kW | horizontální |
| 107,7                 | Rádio Jemné Melodie | Východ           | 1 kW  | horizontální |

### Vysílače DVB-T
| multiplex    | kanál | ERP       | polarizace |
| ------------ | ----- | --------- | ---------- |
| 1. multiplex | 41    | 23,37 kW  | vertikální |
| 2. multiplex | 24    | 25,114 kW | vertikální |
| 3. multiplex | 42    | 20 kW     | vertikální |
| 4. multiplex | 38    |           | vertikální |

## Přístup
- po  červené značce z Nižných Ružbách
- po  červené značce ze Staré Ľubovne
- po  modré nebo  žluté značce z obce Forbasy